# Otto Sprenger
Otto Sprenger (* 4. März 1917 in Harburg; † 9. Februar 2006 in Hamburg) war ein deutscher Gewerkschafter.

## Leben
Sprenger arbeitete als Student Anfang der 1950er Jahre zunächst beim Nordwestdeutschen Rundfunk (NWDR). Politisch organisiert in der SPD, wurde er in dieser Zeit als Nachfolger von Helmut Schmidt zum Vorsitzenden der Hamburger Gruppe des Sozialistischen Deutschen Studentenbunds (SDS) gewählt. Nach Beendigung des Studiums der Philosophie war er Archiv-Leiter beim NDR. In dieser Eigenschaft war er auch Mitbegründer und erster Vorsitzender des internationalen Verbandes der Fernseharchive FIAT/IFTA. Er blieb von 1977 bis Oktober 1982 Vorsitzender. Zum ehrenamtlichen Vorsitzenden der Rundfunk-Fernseh-Film-Union (RFFU) gewählt, hatte er maßgeblichen Anteil an der Schaffung vorbildlicher Tarifwerke im öffentlich-rechtlichen Rundfunk, insbesondere im NDR. Eine Reihe von ihm mitgestalteter Regelungen sind bis heute Fundament des geltenden Tarifrechtes geblieben.
Otto Sprenger war maßgeblich an der Gründung der Künstlersozialkasse beteiligt, die freischaffenden Journalisten und Künstlern Zugang zu Leistungen aus der gesetzlichen Renten- und Krankenversicherung ermöglicht. In den Jahren 1973 bis 1980 leitete er als Bundesvorsitzender die Gewerkschaft Kunst, 1985 gründete er mit eigenem Vermögen die Otto-Sprenger-Stiftung. Diese fördert jedes Jahr Regietalente mit 10.000 Euro.
Seine letzte Ruhestätte erhielt Otto Sprenger auf dem Friedhof Ohlsdorf. Sie liegt im Planquadrat U 8, nördlich von Kapelle 1.